# Hjärtstock
För hjärtstocken i en stubbkvarn, se Hjärtstock (stubbkvarn).
Hjärtstock är den vertikala eller svagt lutande axel på ett fartyg eller båt som roderbladet är monterat på. Hjärtstocken går genom centralt vid akterstäven för att gå upp igenom däck i de fall det är en rorkult eller styranordning anordnad ovan däck. På ett större fartyg avslutas hjärtstocken under däck i anslutning till en styrmaskin. Konstruktionen kan se olika ut beroende på vilket fartyg eller båt som avses.